# 领域 (动物)

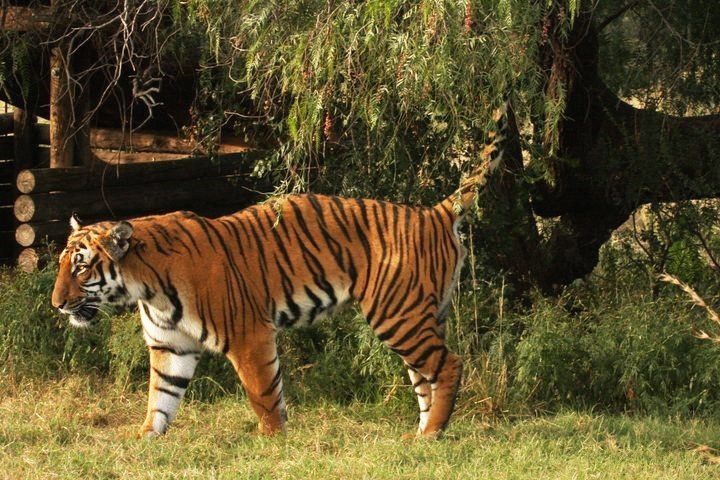
通过气味捍卫自己领域的华南虎

领域（英語：territory），又称为领地，在动物行为学中是指特定物种中的一只个体所占有的一片区域，以抵抗同种其他个体（有时也会抵抗其他物种）的入侵。拥有这种行为的动物被称为领域性动物。
领域行为仅是少数物种表现出的行为。更常见的情形是，动物的个体或群体有一个特定的活动范围（home range），但不一定会捍卫这一区域不被侵入。不同群体的活动范围经常重叠，它们一般会试图避免对方而不是驱逐对方。在一片活动范围中可能会有一个核心区域其他群体不会进入，但这也是试图避免别的群体的结果。